# Denominacions del País Valencià
Les denominacions del País Valencià són diverses, encara que Comunitat Valenciana és l'única que té consideració oficial en el seu actual Estatut d'Autonomia. Este text legal, a més, arreplega al seu Preàmbul i a l'articulat altres dues denominacions legals per a sintetitzar la naturalesa històrica de l'autonomia valenciana, que són les denominacions de "Regne de València" (al preàmbul i a l'articulat) i "País Valencià" (al preàmbul). La primera fa referència a la vinculació històrica més remota de l'actual concepció territorial del País Valencià, mentre que la segona vincula a l'origen del concepte modern d'autogovern, del qual actualment es disposa amb l'Estatut d'Autonomia, que data de l'any 1982, reformat el 2006.

## Denominacions
Hi ha hagut altres denominacions històriques, relacionades amb els moments històrics respectius del Regne de València i del País Valencià. Hui en dia, les denominacions més utilitzades són Comunitat Valenciana i País Valencià.

### Precedents històrics

#### Denominacions que afectaven a València i part del País Valencià

##### Principat de València
Aquesta denominació era la que rebia el territori valencià conquerit per Rodrigo Díaz de Vivar, també conegut com el Cid, qui en un principi va conquerir València per a Castella, però finalment va acabar creant un principat al voltant de la taifa de Balànsiya. L'any 1098, en una dedicació de la catedral de València a la Verge Maria, Ruy Díaz de Vivar es va atorgar el títol de «el Príncipe Rodrigo el Campeador».
En l'actualitat, la denominació Principat de València s'utilitza exclusivament per al principat que van governar primer, el Cid i, posteriorment, la seua dona Donya Ximena, sota la protecció del seu gendre Ramon Berenguer III.

#### Denominacions que afectaven a tot el País Valencià

##### Bilad Balansiya
Els musulmans rebatejaren la tardoromana i visigoda ciutat de Valentia com a Balànsiya, però el nom amb què fou més coneguda durant els foscs segles VIII, IX i Xl fou el de Madínat at-Turab, que vol dir 'ciutat del fang' o 'ciutat de la pols', per l'estat d'abandó en què es trobava. Això es deu a què Abd-ar-Rahman I l'hauria destruïda en una batalla que hi va haver al mateix lloc, quan es va independitzar de l'imperi abbàsida. Arran d'açò, tant la ciutat com el seu nom caigueren en l'oblit. Així, el nom de Balànsiya passà a utilitzar-se per a referir-se a l'emirat o al bilad exclusivament, això és "la terra de València" o "el país de València", que es governava des del palau de l'emirat ubicat a Russafa. La capital recuperà més endavant el nom de Balànsiya en tombar cap al segle xii, quan es torna a poblar la ciutat abandonada amb la urbanització dels entorns de l'actual barri del Carme de València.
Cal tenir en compte, però, que els límits no coincideixen amb les fronteres de l'actual País Valencià, si bé cap entitat històrica no hi coincidia. En aquest cas, però, la mamlaka valenciana sí que correspondria l'extensió cap al sud de la primera conquesta per Jaume I amb la fundació del Regne de València en l'any 1238. Mentre que el ''balad Balànsiya'' era un territori que, aproximadament, va des de Vinaròs fins a bona part del país de Todmir al sud, d'acord amb at-Takmila fi kitab as-Sila de l'historiador balansī Ibn al-Abbar; és a dir, els geògrafs àrabs incloïen les mamlakes valenciana i murciana al bilad Balansiya. En canvi, respecte al Principat de València de Rodrigo Díaz de Vivar, la mamlaka Balansiya s'estendria més enrere de la seua àrea de influència, que arribava fins a Oriola i Jumella.

##### Regne de València

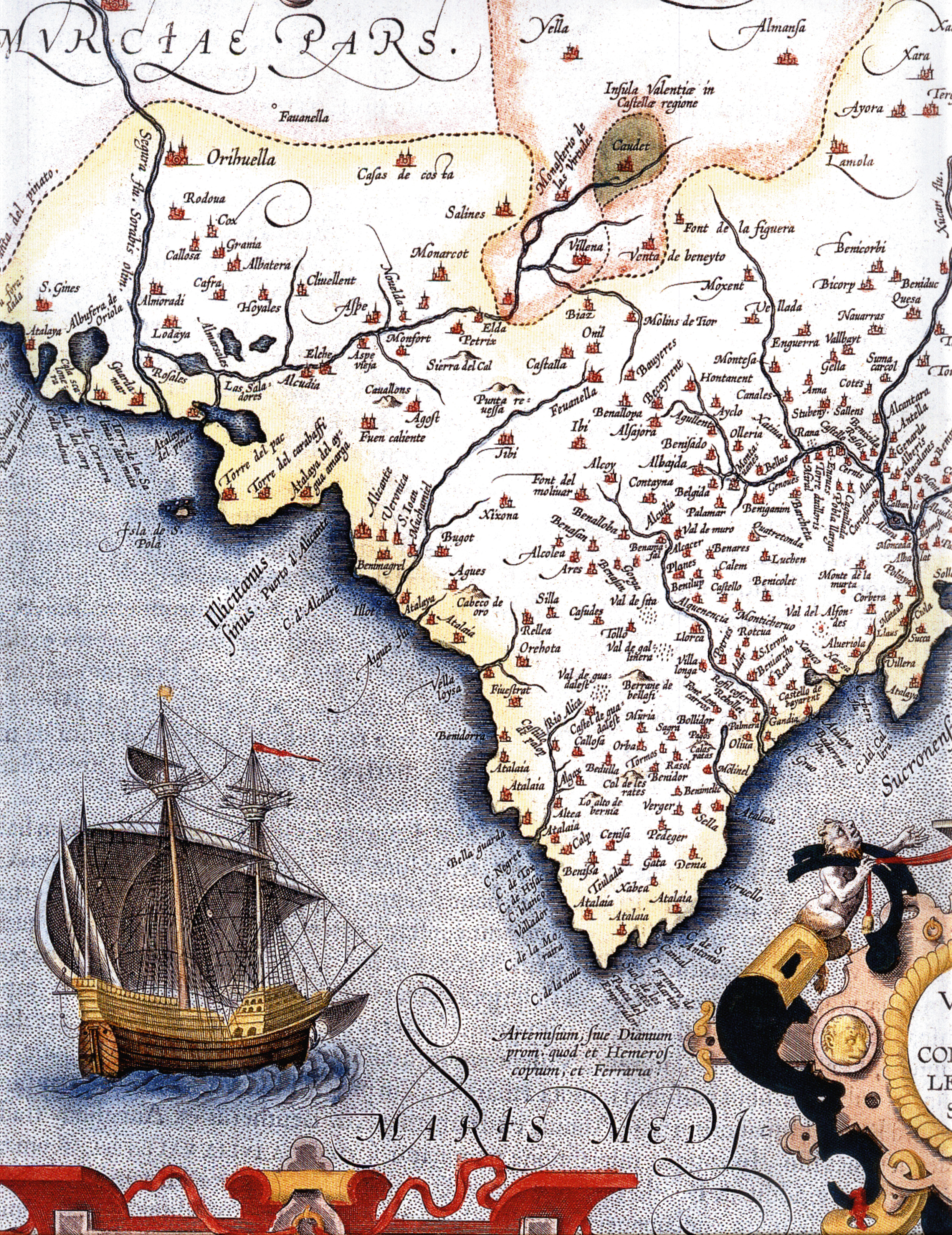
Mapa del de part del Regne de València

Este terme fa referència al territori conquerit per les tropes cristianes i catalano-aragoneses, comandats pel rei Jaume I l'any 1238. Al territori conquerit, encara que no del tot, se li dotà d'independència administrativa, jurídica, i política en el marc de la Corona d'Aragó amb els Costums de València. Posteriorment, al convertir-se els Costums en Furs de València (furs), l'estatus polític va ser estès a tot el territori valencià. Els furs, la seua estructura administrativa i jurídica, així com la seua entitat política van ser dissolts a 1707 per Felip V de Castella quan van ser promulgats els decrets de Nova Planta, amb els quals s'assimilava la legislació i estructura del Regne de Castella.
Per contra, en canvi, el terme va seguir utilitzant-se entre els habitants del territori durant el segle xviii i principis del xix, com per exemple en les divisions en governacions, durant la Guerra de la Independència amb la Junta Suprema de Govern del Regne de València, o en la divisió provincial proposta en 1833 per Javier de Burgos. No obstant això, a vegades es matisa el terme com "Antic Regne de València", per a aclarir la inexistència de qualsevol consideració jurídica o política. Pel que fa al segle xx, a principis d'aquest, el terme queda circumscrit a l'àmbit cultural, acadèmic o literari, especialment des que va aparèixer la Renaixença valenciana, així com de l'emergent nacionalisme valencià, que va fer ús del terme conjuntament amb l'altre nou terme: "País Valencià". Durant la dictadura va deixar-se d'utilitzar, però el seu ús amb finalitats polítiques va tornar amb la transició valenciana cap a l'autonomia, a principis dels anys 80 del segle xx, per part del blaverisme en contraposició al de País Valencià.
Abans de la seua refundació com a Partit Popular de la Comunitat Valenciana al 1989, el partit s'anomenava Aliança Popular del Regne de València, ja que no acceptava la denominació País Valencià, però tampoc la denominació Comunitat Valenciana.
En l'actualitat el terme "Regne de València" queda relegat a l'àmbit acadèmic o cultural, i està arreplegat al Preàmbul de l'actual Estatut d'Autonomia valencià, així com al primer article, per a evocar l'origen històric de l'actual Comunitat Valenciana. No obstant això, encara hui dia a les localitats castellanes frontereres entre el País Valencià i Castella, especialment a la província de Conca i a la comarca valenciana de la Plana d'Utiel, es fa servir l'expressió en castellà de "bajarse al Reino" quan algú havia d'anar a una localitat valenciana.

##### Mancomunitat Valenciana
Este terme es trobava en les bases elaborades per la Diputació de València i l'Ajuntament de la capital en 1919 per tal d'elaborar una Mancomunitat Valenciana, com a règim descentralitzat, similar a la Mancomunitat de Catalunya.

##### Regió Valenciana
És una denominació regionalista, que va tindre certa utilització durant el franquisme i a la qual es ressaltava l'aspecte de ser això: una regió d'Espanya. No obstant això, convé matisar aquesta idea, en el sentit que, etimològicament, el terme regió té el mateix origen que regne (regne procedeix de regnar i regió de regir, que són verbs equivalents). De fet, fins al segle xx es van emprar les denominacions de regnes amb el significat de països encara que no fossin monarquies, encara que amb el temps, especialment a partir de fins del segle xix, el terme regne va anar sent substituït pel de regió i afermat el seu ús en els llibres de la concepció regional francesa de la Geografia. Es distingia així el terme regió (un estat, país o nació determinat, independentment del seu caràcter polític - administratiu, és a dir, de la seva categoria de regne, república o divisió administrativa) del de regne que era un país o nació on existeix un estat monàrquic. El concepte de regió és en els nostres temps, no un terme de geografia política sinó de geografia regional, com resulta obvi. Al parlar que va ser un terme utilitzat durant el franquisme es fa èmfasi en la visió política (centralista i centralitzadora del franquisme) i no en la seva accepció geogràfica. El significat geogràfic del terme regió té molt a veure amb el concepte d'escala i amb les necessitats que establix la investigació geogràfica: les regions seran més o menys extenses i coherents d'acord amb les nostres necessitats d'investigar una mica amb major o menor detall.

##### Llevant
Denominació que atén a la seua posició geogràfica a la península Ibèrica, encara que també inclou a la Regió de Múrcia. És relativament poc utilitzat i, encara que un dels dos periòdics principals de l'autonomia fa ús d'este encapçalament (Levante-EMV) i és el nom de l'equip de futbol valencià més antic (Llevant UE), sol tindre connotacions negatives per als valencians. Durant el franquisme es va usar ocasionalment la variant de levante español.

##### Mancomunitat de les províncies valencianes
Este terme va ser usat durant la Transició espanyola en una proposta d'Estatut d'Autonomia redactat pel partit de Alianza Popular. Esta denominació no va ser molt popular ni tampoc coneguda per la majoria dels valencians. Va passar quasi inadvertida.

##### País Valencià
Denominació moderna de "País Valencià", que té una base de nomenclatura històrica antiga. Com a exemples d'això, el frare Agustín Bella a la seua obra "Vida de fra Agustín Antonio Pascual" afirmava en 1699, encara estant vigent les institucions forals del Regne de València, que:
"... no le tenía el Señor destinado para apóstol de las Indias, sino de nuestro País Valenciano..."
Ja al segle xviii, es fa més habitual la denominació. L'any 1738, la denominació País Valenciano, en castellà, apareixia dues vegades a l'estudi Clamores inconsolables de el agua, y sangría, contra la mala administración y vana esperanza de sus Professores, del doctor Manuel Martín, metge del claustre de la Universitat de València.
Al 1745, Joaquim Castellví i la Figuera, senyor de Benafer, utilitzava el terme en una de les seues cobles, incloses en un volum literari més gran, publicat a València el 1746.
L'any 1762, per celebrar el tercer centenari de la canonització de Sant Vicent Ferrer, es publicà l'obra El apóstol de Europa, del jesuïta de Castalla Tomàs Serrano, en què es fa un ampli ús de la denominació bé en forma completa, com així resa en el títol de la primera part dels seus versos seculars: «Assunto Primero. Que la fertilidad del País Valenciano no se debe al Turia, sino a San Vicente, y de la ingeniosa correspondencia con que reconoce el beneficio.» També el defineix com un país d'Europa, quan parla sobre la potència econòmica del País Valencià, si bé també empra el nom de València com a sinònim, tal com segueix: "El Comercio, segunda fertilidad de los Paises, no tuvo por menos suyo el Valenciano. Sabida cosa es haber sido Valencia la maestra de él; ni se desdeñan de confessarlo assi las Provincias mas comerciantes de Europa."
A més, hi ha un altre exemple, rescatat per l'acadèmic Sanchis Guarner a la seua obra "La llengua dels valencians", on es confirma l'existència del document satíric del 1767 amb el següent llarg títol, en valencià:
"Carta no vista, lletra uberta, combit cheneral i particular, que fa Quelo el Roig d'Albal, net de la tia Rafela, a tota la Cort de Madrit, per que vinga a veurer o mirar la gran Festa Centenar de la Verche Protectora, ulatant el lluït que estarà el País Valencià"
Més encara, el mateix acadèmic considera que en l'origen etimològic de "País Valencià" ja s'empra el gentilici "valencià" per a definir a la col·lectivitat humana que viu dins de l'àmbit territorial d'ençà el Regne de València, i esmenta que el text de Francesc Eiximenis, "Regiment de la cosa pública", es recull el concepte de "Poble Valencià" (sic) per a distingir-lo dels catalans:
Per totes aquestes coses e raons ha volgut Nostre Senyor Déu que Poble Valencià sia poble especial e elet entre los altres de tota Espanya. Car com sia vengut e eixit, per la major partida, de Catalunya, e li sia al costat, emperò no es nomena Poble Català, ans per especial privilegi ha propi nom e es nomena Poble Valencià.
En la seua edició del 6 de desembre del 1788, el periòdic Correo de Madrid (o Correo de los Ciegos de Madrid) feia ús d’aquesta denominació, juntament amb la de Reyno de Valencia.
També s'emprava popularment als inicis del segle xix, com mostra el noticier Diario de Valencia a la seua edició número 44, del 13 de novembre de 1802, en el qual es nomenava al País Valenciano juntament al Reyno de Valencia. A mitjan segle, el diari de Madrid El Católico també feia ús del terme, i l'any 1854, la Reial Societat Econòmica d'Amics del País de València va publicar un document en previsió de l'Exposició Universal de París de 1855 on feia ús de la denominació.
Als estudis sobre la història d'Espanya realitzats a mitjans del segle xix, trobem aquesta denominació, per exemple, al 1861, a la Historia general de España, de Modesto Lafuente y Zamalloa, i al 1864, a la Historia general de España: desde los tiempos más remotos hasta nuestros días, també de Modesto Lafuente, i a la Historia general de España y de sus Indias, de Víctor Gebhardt i Coll.
Així i tot, encara que al principi s'utilitzà el terme "País Valencià" amb un significat merament geogràfic, a principis del segle xx amb el moviment obrer i els primers moviments del nacionalisme valencià s'emprà, a més, també amb un significat polític i cultural. Per exemple, les Joventuts Valencianistes l'any 1906 publiquen un mapa comarcal fent ús d'este nom. També es popularitzà durant la dècada dels 30, del mateix segle, amb successives publicacions acadèmiques, culturals, i polítiques, especialment als "Quaderns d'Orientació Valencianista" de l'Editorial Estel (actualment editats per la Universitat de València).
Cal dir, però, que el terme es proposà primerament des d'instàncies polítiques conservadores i regionalistes valencians. Segons l'historiador Pere Maria Orts i Bosch, amb l'arribada de la república la dreta regionalista valenciana, amb Lluis Lucía, Emilio Attard, entre d'altres, es va plantejar com posar nom al Regne de València el qual regne ja no existia. Així tingué lloc la primera proposta comarcal de Felip Mateu i Llopis, d'ideologia conservadora, amb l'estudi "El País Valencià" publicat el 1933. En el mateix sentit, l'assagista Joan Fuster també fa reconeix a eixos polítics conservadors valencians com a promotors de l'ús del terme "País Valencià" als quals, juntament amb altres intel·lectuals progressistes com Manuel Sanchis Guarner o Emili Gómez Nadal, els atribueix la primera aparició contemporània l'any 1930 a un número de la revista Acció Valenciana, òrgan d'expressió d'Acció Cultural Valenciana.
Per tant, durant la II República, l'ús d'aquest terme s'estengué ràpidament a instàncies institucionals, com reflecteix, per exemple, l'ús del terme per part de l'ençà Consell Provincial de València, òrgan preautonòmic, en un cartell d'Artur Ballester i Marco. És el terme utilitzat per a la primera proposta d'Estatut d'Autonomia del País Valencià de 1931, des d'instàncies de partits de la dreta republicana, així com de totes les propostes successives des de l'esquerra: de la CNT en 1936, d'Esquerra Valenciana, del Front Popular de València (el 1936), i d'Izquierda Republicana en 1937. Un altre partit d'esquerra, el POUM, també feia servir aquest nom.
Als anys 60, la publicació de "El País Valenciano" escrit per Joan Fuster, en "Guías de España" de l'Ed. Destino, tornà a popularitzar-se de nou, aquesta vegada en llengua castellana, fins al punt de ser el terme més extens i utilitzat als mitjans de comunicació, especialment en la premsa escrita local de totes les tendències ideològiques, sense que la censura franquista objectara gaire cosa.
TVE utilitzà aquesta denominació en un reportatge sobre la gran riuada de València de l'octubre de 1957, anomenat Un río cambia de cauce, emés al 1965, en ple franquisme, i fins i tot el NO-DO va fer ús de la denominació al 1978 en un reportatge sobre la Generalitat Valenciana. El programa Los años del NO-DO de La 2 també va utilitzar aquesta denominació al documental Los principios fundamentales, emés al 2013.
El Reial Decret-llei 10/1978, de 17 de març, publicat al Butlletí Oficial de l'Estat (número 66), el 18 de març del 1978, pel qual s'aprovava el règim preautonòmic del País Valencià, fa un ampli ús del terme per a referir-se al territori valencià.
A més, era el terme proposat en l'Estatut d'Autonomia de l'Assemblea de parlamentaris del País Valencià que es va acordar a Benicàssim el 25 d'octubre de 1979 (veure proposta a Wikisource), arreplegat tant al preàmbul com a la resta de l'articulat. D'altra banda, existia una entitat governamental valenciana, el Consell preautonòmic del País Valencià, amb diverses competències fins a l'aprovació d'un Estatut d'Autonomia. A més a més, poc abans de l'aprovació de la Constitució espanyola, en 1978 el Plenari de Parlamentaris, és a dir, els partits valencians amb representació parlamentària al Congrés de Madrid, van signar un document titulat "Compromís Autonòmic amb el País Valencià". Malgrat que l'UCD signà aquest document, a partir de 1980 tant el blaverisme com la dreta rebutjaren este terme per considerar-lo amb vinculació amb el concepte polític dels Països Catalans que es plantejaven des dels anys 60. L'últim alcalde franquista de València, Miguel Ramón Izquierdo, justificava el rebuig perquè "país és singular de països, llavors es parla d'un País Valencià dins dels Països Catalans", fent un argument que contradiu a allò observat per l'acadèmic Sanchis Guarner.
Des del 2017, la nova radiotelevisió valenciana, À Punt Mèdia, utilitza indistintament les denominacions Comunitat Valenciana i País Valencià. Al novembre del 2020, l'administradora única d'RTVE, Rosa María Mateo, va recomanar que, enlloc de les denominacions Valencia o Levante, els treballadors d'RNE utilitzaren, tant la denominació Comunidad Autónoma Valenciana com País Valencià.

#### Bel·ligerància del PP
El terme encara és rebutjat per part del principal partit de la dreta, el Partit Popular. Durant els anys de govern del PP a la Generalitat Valenciana (1995-2015), el partit va mostrar una bel·ligerància contra el terme. Una mostra són les negociacions que es van dur a terme entre els governs català i valencià per a l'emissió recíproca de les seues respectives ràdios i televisions autonòmiques per a ambdós territoris. El portaveu del Consell, Vicent Rambla, afirmà públicament que una de les condicions que va posar el govern valencià per a la continuïtat de les emissions dels mitjans de la Corporació Catalana de Ràdio i Televisió era la retirada del terme de País Valencià dels seus llibres d'estil, cosa que l'homòleg català, Joan Manuel Tresserras no considerava "raonable". Així mateix, diversos membres de la Unió de Periodistes Valencians afirmaven que en la RTVV existia una "llista negra" de paraules que l'entitat pública considerava que no s'haurien de difondre als seus mitjans de comunicació, entre els quals es trobava el nom de País Valencià, donant fet a talls, o la posada de la veu en off, en entrevistes en el moment que s'emprava aquesta denominació.

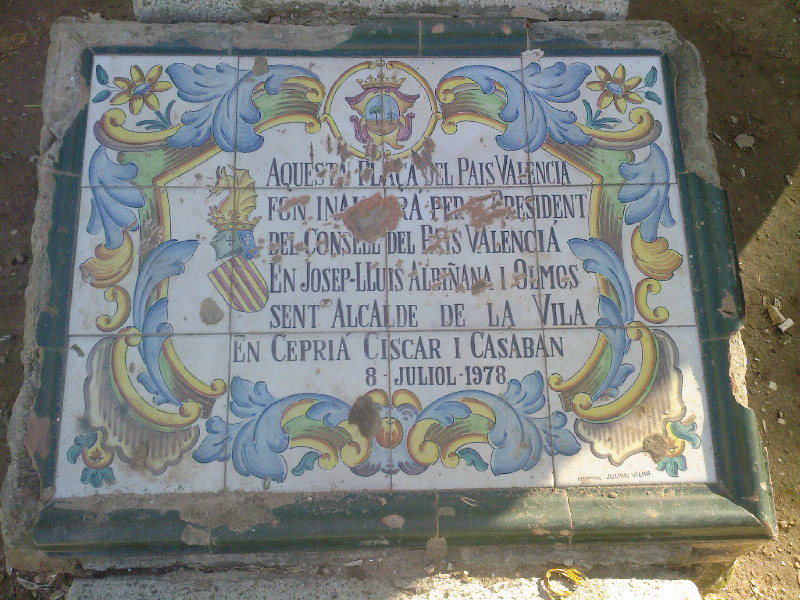
Placa de la plaça del País Valencià de Picanya, inaugurada el 1978 per Josep Lluís Albiñana, president del Consell preautonòmic del País Valencià

Tot i això, com a variant de la denominació de País Valencià, al 1997, sota la presidència d'Eduardo Zaplana, la Generalitat Valenciana presentà la marca turística en anglés Land of Valencia
Una altra mostra de bel·ligerància mostrada pel PP contra l'ús vigent del terme de País Valencià es pot trobar en els enfrontaments entre diverses universitats públiques valencianes amb el govern valencià, en la segona legislatura d'Eduardo Zaplana com a president. De fet, en aquells anys, la Universitat de València, i la de Castelló, aprovaren la reforma dels seus respectius Estatuts en què empraven el terme de "País Valencià" per a fer referència a la comunitat autònoma valenciana, com és de costum en l'àmbit acadèmic, i es trobaren amb un blocatge per part de la Generalitat que acabà en plet judicial.
Degut a aquesta acció legal combativa de la Generalitat governada pel PP, el terme de "Comunitat Valenciana" va esdevenir la denominació utilitzada per imperatiu legal en la documentació legal de les entitats públiques al País Valencià, d'acord amb dues sentències del Tribunal Superior de Justícia de València dictada en els anys 2005 i 2006, i una altra del Tribunal Suprem de Justícia en l'any 2007. Això significà que la Generalitat Valenciana vetava l'aprovació d'estatuts de noves entitats públiques valencianes, com ara associacions, federacions, col·legis professionals, etc. que inclogueren el terme de "País Valencià" a la seua denominació legal.
En l'actualitat, el seu ús és considerable a hores d'ara, sent més comú entre els àmbits acadèmics, locals (avinguda, plaça, carrer,... del País Valencià), polítics (Partit Socialista del País Valencià, Esquerra Unida del País Valencià…), sindicals (Unió General de Treballadors País Valencià, Comissions Obreres País Valencià, Sindicat de Treballadors de l'Ensenyament del País Valencià…), periodístics i de l'associacionisme. La seua forma en valencià "País Valencià" és més utilitzat pels valencianoparlants en algunes comarques, fins i tot per davant del terme oficial "Comunitat Valenciana", segons els diccionaris normatius del valencià més coneguts. El PSPV-PSOE, en el seu XI Congrés celebrat a València el 28 de setembre de 2008, acordà mantenir el nom de "País Valencià" en la seua denominació, amb l'aprovació del 97% dels del·legats.

##### Comunitat Valenciana

Bandera de l'Acord de Benicàssim

S'utilitzà per primera vegada en l'articulat de la proposta d'Estatut d'Autonomia de l'Assemblea de parlamentaris del País Valencià, de forma indistinta conjuntament amb el terme de "País Valencià". Eixa proposta, coneguda com a Acord de Benicàssim, pel que fa al tema dels símbols, tant els partits valencians d'esquerres com els de dretes van fer concessions per a arribar a un consens. Els primers assumien com bandera del País Valencià una senyera amb franja blava contenint l'escut de la Generalitat, mentrestant que els segons assumien el terme de País Valencià.
No obstant això, quan la proposta va arribar al Congrés dels Diputats, es va trencar el consens en desvincular-se la UCD de l'Acord de Benicàssim i, respecte als símbols, proposava canviar tant la bandera per la senyera coronada valenciana, com el terme, pel de Regne de València.
A causa de la majoria absoluta de la dreta al Congrés, el PSOE va arribar a una solució de compromís amb la UCD, a través del diputat Emilio Attard, pel qual es va substituir "Regne de València" pel de "Comunitat Valenciana", i es van arreplegar els termes "Regne de València" i "País Valencià" al preàmbul, amb la idea que el partit de torn en el govern de la Generalitat Valenciana utilitzara el que creguera convenient. La solució de compromís sobre els termes s'aprovà amb l'abstenció del PSOE, i l'oposició del PCE.
Qui va proposar la denominació, Emilio Attard, el 1991 va explicar a una entrevista a El Temps que va ser una "imbecil·litat" que se li va ocórrer a ell.
El 2013 les Corts valencianes aprovaren que l'única denominació oficial per a referir-se al territori valencià podia ser la recollida a l'Estatut vigent aleshores. Els vots a favor foren solament els del Partit Popular mentre que en contra hi van votar PSPV-PSOE, Compromís i EUPV.